# Роуз, Ирвин
Ирвин Роуз (англ. Irwin A. Rose; 16 июля 1926, Бруклин, Нью-Йорк, США — 2 июня 2015, Дирфилд, Спрингфилд, Массачусетс) — американский биолог и биохимик, лауреат Нобелевской премии по химии.
Член Национальной академии наук США (1979).

## Биография и научная работа
Родился в семье укладчика паркетных полов Хэрри Ройзе (родом из-под Одессы) и его жены Эллы Гринвальд, дочери иммигрантов из Венгрии.  Еврей. До 13 лет учился в бруклинской средней школе № 134 и посещал воскресную еврейскую школу, а с 1939 году вместе с семьёй перебрался в Спокан.
Учился в Университете штата Вашингтон, который окончил в 1948 году (с перерывом на службу в армии во время Второй мировой войны). В 1952 году там же защитил диссертацию.
Роуз был руководителем группы учёных в Онкологическом центре в Фокс Чейзе (Филадельфия), которая открыла роль убиквитина в клеточной системе деградации белков в протеасомах. За это открытие в 2004 году он получил Нобелевскую премию по химии вместе с Аароном Чехановером и Аврамом Гершко.
Почётный профессор в медицинском колледже Университета Калифорнии в Ирвине.

## Семья
Жена (с 1955 года) — биохимик Зельда Буденстайн Роуз (Zelda Budenstein Rose, PhD), четверо детей.

## Основные публикации
- Hershko, A., Ciechanover, A., and Rose, I.A. (1979) «Resolution of the ATP-dependent proteolytic system from reticulocytes: A component that interacts with ATP». Proc. Natl. Acad. Sci. USA 76, pp. 3107-3110.
- Hershko, A., Ciechanover, A., Heller, H., Haas, A.L., and Rose I.A. (1980) «Proposed role of ATP in protein breakdown: Conjugation of proteins with multiple chains of the polypeptide of ATP-dependent proteolysis». Proc. Natl. Acad. Sci. USA 77, pp. 1783—1786.